# Ján Gonda
Ján Gonda (13. listopadu 1905 Banská Štiavnica – 16. července 1993 Bratislava) byl slovenský a československý inženýr, vysokoškolský profesor a politik, poválečný poslanec Prozatímního Národního shromáždění za Komunistickou stranu Slovenska (respektive za KSČ).

## Biografie
V období let 1916–1924 studoval na reálném gymnáziu v Banské Štiavnici, potom v letech 1924–1931 vystudoval Strojnickou fakultu Českého vysokého učení technického v Praze.
V roce 1934 získal kvalifikaci leteckého inženýra. Působil ve Vojenském leteckém ústavu studijním při letišti v Letňanech jako konstruktér a letecký statik (V letech 1934–1938). V roce 1939 se vrátil na Slovensko, kde působil na ministerstvu veřejných prací a národní obrany jako hlavní technický komisař letecké výkonné služby. V letech 1941–1970 působil na Slovenské vysoké škole technické v Bratislavě. Vedl katedru technické mechaniky a stal se profesorem. Napsal řadu odborných studií. V školním roce 1949–1950 byl prorektorem školy, v ročnících 1947–1948, 1948–1949, 1950–1951 a 1952–1953 byl rektorem. Od roku 1953 byl členem Slovenské akademie věd.
V letech 1945–1946 byl poslancem Prozatímního Národního shromáždění za KSS. Do parlamentu byl delegován za skupinu slovenské kulturní a vědecké obce Kultúrni a vedeckí pracovníci. V parlamentu setrval až do parlamentních voleb v roce 1946.
Ve volbách roku 1964 se stal poslancem Slovenské národní rady.